# Mogens von Haven
Pour les articles homonymes, voir Haven.
Mogens von Haven, né à Randers (Danemark) le 21 octobre 1917 et mort le 8 décembre 1999, est un photographe danois lauréat de la World Press Photo of the Year en 1955.

## La photo gagnante
La photo, en noir et blanc, a été prise le 28 août 1955 sur le circuit Volk Mølle à Randers, au Danemark, et dépeint un motocycliste tombant lors du championnat du monde.

## Biographie
Mogens von Haven commence à travailler en 1946 comme photographe indépendant à Copenhague, avant de se spécialiser au début des années 1950 dans la photographie d'événements sportifs. Après la Seconde Guerre mondiale, il photographie des scènes de ballet et consacre à cet art des expositions photographiques ainsi que des livres comme Balletten danser ud (1961) ou The Royal Danish Ballet (1964).

## Récompenses et distinctions
- 1955 : World Press Photo of the Year[3]